# Campeonato Sudamericano de Natación
El Campeonato Sudamericano Natación es una competición de disciplinas acuáticas en la que participan los países que conforman la Confederación Sudamericana de Natación (CONSANAT) y delegaciones invitadas por esta. Incluye las competencias de natación, clavados, nado sincronizado, polo acuático y natación en aguas abiertas. Su primera edición fue en 1929 y la sede en esa ocasión fue Santiago de Chile. En 2010, el campeonato se realizó dentro del marco de los Juegos Sudamericanos de ese año. 

## Historia
El sudamericano tuvo su primera edición en 1929, Santiago de Chile acogió a los nadadores de tan sólo tres países del subcontinente, Argentina, Brasil y Chile. Al campeonato asistieron solamente hombres, y contó con la realización de cuatro pruebas, 100 y 400 m libre; 100 m espalda y pecho, además de la competencias de polo acuático. Éstas se realizaron en la recién inaugurada piscina del "Estadio Militar".
Fue luego de cinco años que se disputó nuevamente el campeonato, teniendo como sede a Buenos Aires y contando con el ingreso de dos países más a la competición, Perú y Uruguay. Al año siguiente, en 1935 se organizó la tercera edición de la competencia en Río de Janeiro. En esta edición se dio la primera participación de las mujeres, que compitieron en seis pruebas, 100, 200 y 400 m libre; 100 mespalda; 200 m braza y 4 × 100 m libre. Dos mujeres fueron las deportistas más destacadas del campeonato, la argentina Jeannette Campbell y la brasileña Maria Lenk.
Los tres siguientes campeonatos se realizaron en años consecutivos, 1937, 1938 y 1939. En 1941 se realizó la séptima edición de la competencia, que no se reanudaría hasta el fin de la Segunda Guerra Mundial. Ya en 1946 se disputó nuevamente el campeonato, y siguió organizándose de manera irregular  en los años de 1947, 1949 y 1952. A partir de este último se decidió que la organización sería bienal, secuencia con la se siguió organizando el campeonato.

## Ediciones
| Edición | Año  | Sede                          | País      | Campeón   |
| ------- | ---- | ----------------------------- | --------- | --------- |
| I       | 1929 | Santiago de Chile             | Chile     | Argentina |
| II      | 1934 | Buenos Aires                  | Argentina | Argentina |
| III     | 1935 | Río de Janeiro                | Brasil    | Argentina |
| IV      | 1937 | Montevideo                    | Uruguay   | Argentina |
| V       | 1938 | Lima                          | Perú      | Ecuador   |
| VI      | 1939 | Guayaquil                     | Ecuador   | Argentina |
| VII     | 1941 | Viña del Mar                  | Chile     | Brasil    |
| VIII    | 1946 | Río de Janeiro                | Brasil    | Brasil    |
| VIII    | 1947 | Buenos Aires                  | Argentina | Argentina |
| X       | 1949 | Montevideo                    | Uruguay   | Brasil    |
| X       | 1952 | Lima                          | Perú      | Argentina |
| XIII    | 1956 | Viña del Mar                  | Chile     | Brasil    |
| XIV     | 1958 | Montevideo                    | Uruguay   | Brasil    |
| XV      | 1960 | Cali                          | Colombia  | Argentina |
| XVI     | 1962 | Buenos Aires                  | Argentina | Brasil    |
| XVII    | 1963 | Viña del Mar                  | Chile     | Brasil    |
| XIX     | 1965 | Río de Janeiro                | Brasil    | Brasil    |
| XVIII   | 1966 | Lima                          | Perú      | Brasil    |
| XIX     | 1968 | Río de Janeiro                | Brasil    | Brasil    |
| XX      | 1970 | Lima                          | Perú      | Brasil    |
| XXI     | 1972 | Arica                         | Chile     | Brasil    |
| XXII    | 1974 | Medellín                      | Colombia  | Brasil    |
| XXIII   | 1976 | Maldonado                     | Uruguay   | Brasil    |
| XXIV    | 1978 | Guayaquil                     | Ecuador   | Ecuador   |
| XXV     | 1980 | Buenos Aires                  | Argentina | Brasil    |
| XXVI    | 1982 | La Paz                        | Bolivia   | Brasil    |
| XXVII   | 1984 | Río de Janeiro                | Brasil    | Brasil    |
| XXVIII  | 1986 | Santiago de Chile             | Chile     | Brasil    |
| XXIX    | 1988 | Medellín                      | Colombia  | Brasil    |
| XXX     | 1990 | Rosario                       | Argentina | Brasil    |
| XXXI    | 1992 | Medellín                      | Colombia  | Brasil    |
| XXXII   | 1994 | Maldonado                     | Uruguay   | Brasil    |
| XXXIII  | 1996 | Porto Alegre                  | Brasil    | Brasil    |
| XXXIV   | 1998 | Barquisimeto                  | Venezuela | Brasil    |
| XXXV    | 2000 | Mar del Plata                 | Argentina | Brasil    |
| XXXVI   | 2002 | Belém                         | Brasil    | Brasil    |
| XXXVII  | 2004 | Maldonado                     | Uruguay   | Brasil    |
| XXXVIII | 2006 | Medellín / Cartagena          | Colombia  | Brasil    |
| XXXIX   | 2008 | São Paulo                     | Brasil    | Brasil    |
| XL      | 2010 | Medellín Juegos Suramericanos | Colombia  | Brasil    |
| XLI     | 2012 | Belém                         | Brasil    | Brasil    |
| XLII    | 2014 | Mar del Plata                 | Argentina | Brasil    |
| XLIII   | 2016 | Asunción                      | Paraguay  | Brasil    |
| XLIV    | 2018 | Lima                          | Perú      | Brasil    |
| XLV     | 2021 | Buenos Aires                  | Argentina | Argentina |
| XLVI    | 2024 | Cali                          | Colombia  | Brasil    |